# Östlicher Laubfrosch
Der Östliche Laubfrosch (Hyla orientalis) ist eine Art der Laubfrösche und lebt in Osteuropa und Westasien. Er galt früher als Unterart des Europäischen Laubfrosches.

## Merkmale

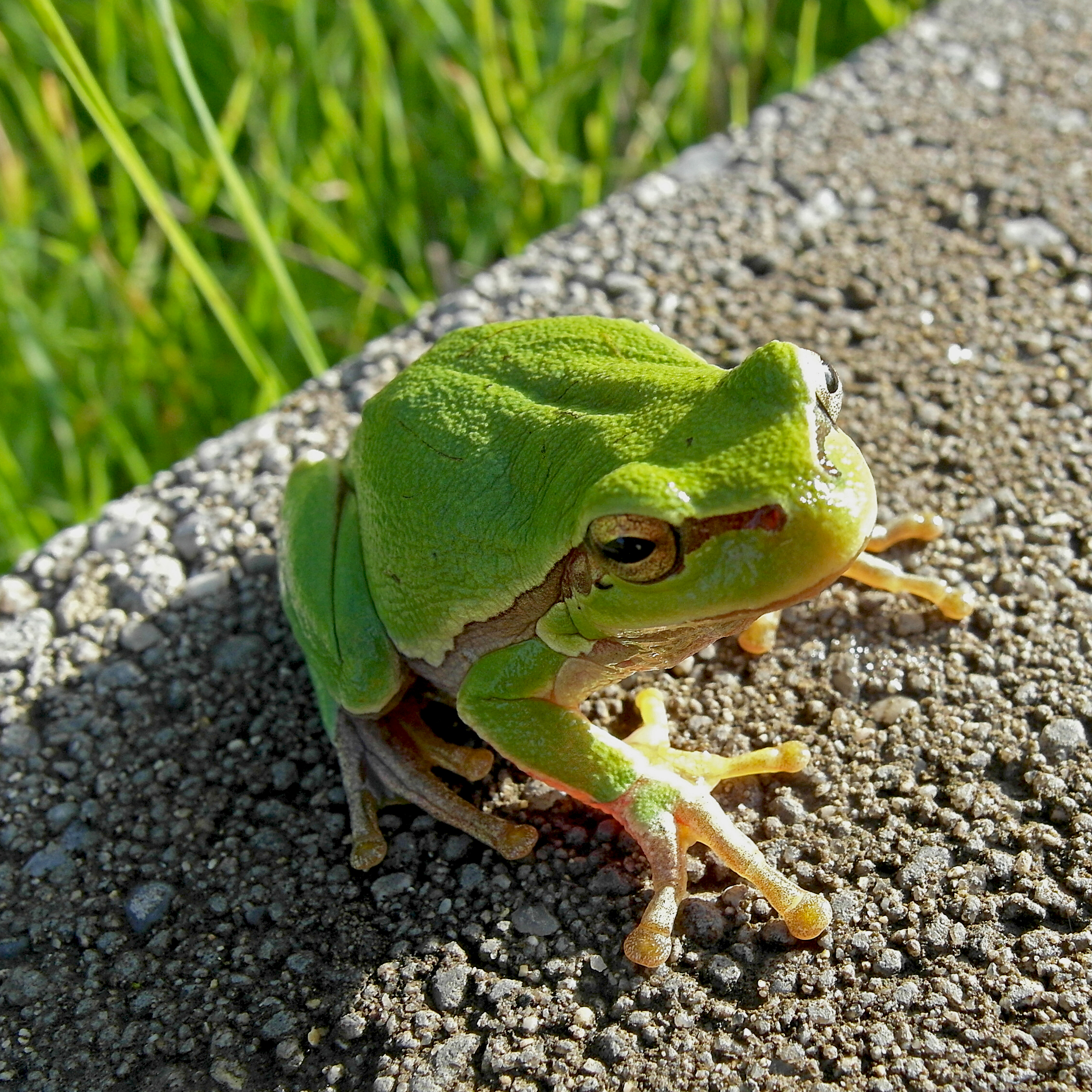

Kleiner Frosch von 3,5 bis 5 cm Länge, im Mittel 4 cm. Die Männchen werden maximal 5 cm lang, die Weibchen maximal 4,5 cm. Oberseits grasgrün, seltener braun, grau, gelblich oder bläulich gefärbt und meistens fleckenlos. In der Regel zieht vom Nasenloch bis in die Nähe des Hinterbeinansatzes seitlich je ein dunkles, nach oben hell gesäumtes Längsband, das über das Trommelfell hinwegläuft und am hinteren Ende ein kleines Stück hakenförmig nach oben abbiegt (sogenannte Hüftschlinge oder Leistenspange). Bei Tieren im kaukasischen Bereich ist die Seitenlinie manchmal unterbrochen bzw. im hinteren Körperbereich unvollständig ausgeprägt und die Hüftschlinge kann fehlen. Die helle Unterseite der Tiere geht seitlich je nach Region in grau oder auch orange über. Die Finger- und Zehenspitzen sind verbreitert und mit rundlichen Haftscheiben versehen. Die Kehle der Männchen ist faltig und bräunlich, gelblich oder orangefarben, z. T. schmutzig-grün gefärbt. Die Kehle der Weibchen ist glatt und beigefarben, manchmal mit grasgrünen Flecken. Die Kehle der Jungtiere ist glatt, blass gelblich oder goldgelb.

## Verbreitung
Der Östliche Laubfrosch kommt in folgenden Ländern vor: Polen östlich der Weichsel, im äußersten Süden von Litauen, im Süden und Westen von Belarus, in der Ukraine mit Ausnahme des äußersten Westens, in Russland nahe der ukrainischen Grenze und im nördlichen Kaukasusvorland, in der Republik Moldau, im Osten von Rumänien, im Osten von Bulgarien, im Westen und Norden der Türkei, inklusive einigen der türkischen Küste vorgelagerten griechischen Inseln, Georgien, Armenien, Aserbaidschan, sowie im Iran an der südlichen Küste des Kaspischen Meeres.
Das Verbreitungsgebiet des Östlichen Laubfrosches grenzt im Westen an das des Europäischen Laubfrosches und in der südlichen Türkei und im Süden des Kaukasus an das des Kleinasiatischen Laubfrosches.

## Lebensraum
Von Meeresspiegelhöhe bis 2866 m über NN im Kaukasus, meist aber im Tief- und Hügelland. Die Lebensräume entsprechen denen des Europäischen Laubfrosches, dazu kommen in Kleinasien ausgesprochen mediterrane Biotope wie lichte Kiefernwälder, Dünentümpel und andere. Im Kaukasus kann die Art auch auf alpinen Wiesen angetroffen werden.

## Lebensweise
Die Lebensweise entspricht im Wesentlichen der des Europäischen Laubfrosches. Regionale Besonderheiten betreffen am ehesten Hochgebirgspopulationen, von wo neben Nachtaktivität auch Tagaktivität gemeldet wird. Die Jahresrhythmik ist abhängig vom jeweiligen Regionalklima. In Belarus, einem Land mit überwiegendem Tieflandcharakter, laichen Östliche Laubfrösche von Ende April bis Ende Juni, während sie sich im Kaukasus bei 1000 m über NN im Juni/Juli fortpflanzen. Am Schwarzen Meer bei Sotschi mit sehr mildem Klima laichen Östliche Laubfrösche bemerkenswerter Weise von Anfang April bis Ende September. Die insgesamt zwischen 400 und mehr als 1700 Eier werden in etlichen kleinen Portionen an Wasserpflanzen geheftet. Nach zwei bis zweieinhalb Monaten ist die Larvenentwicklung abgeschlossen und die 1,5 bis 1,8 cm großen Jungfrösche verlassen das Wasser. In Belarus geschieht dies Ende Juli bis Ende August. Ausnahmsweise können die Larven auch überwintern und sich erst im darauffolgenden Sommer umwandeln. Im Alter von 2 bis 4 Jahren werden die Tiere geschlechtsreif und können im Extrem bis zu 12 Jahre alt werden.
Die Nahrung besteht aus Insekten und Spinnen. Fressfeinde stellen beispielsweise Bandmolche, Ringelnattern und verschiedene Vogelarten dar, z. B. Krähen, Graureiher, Weißstörche, Kraniche und Mäusebussarde.

## Gefährdung

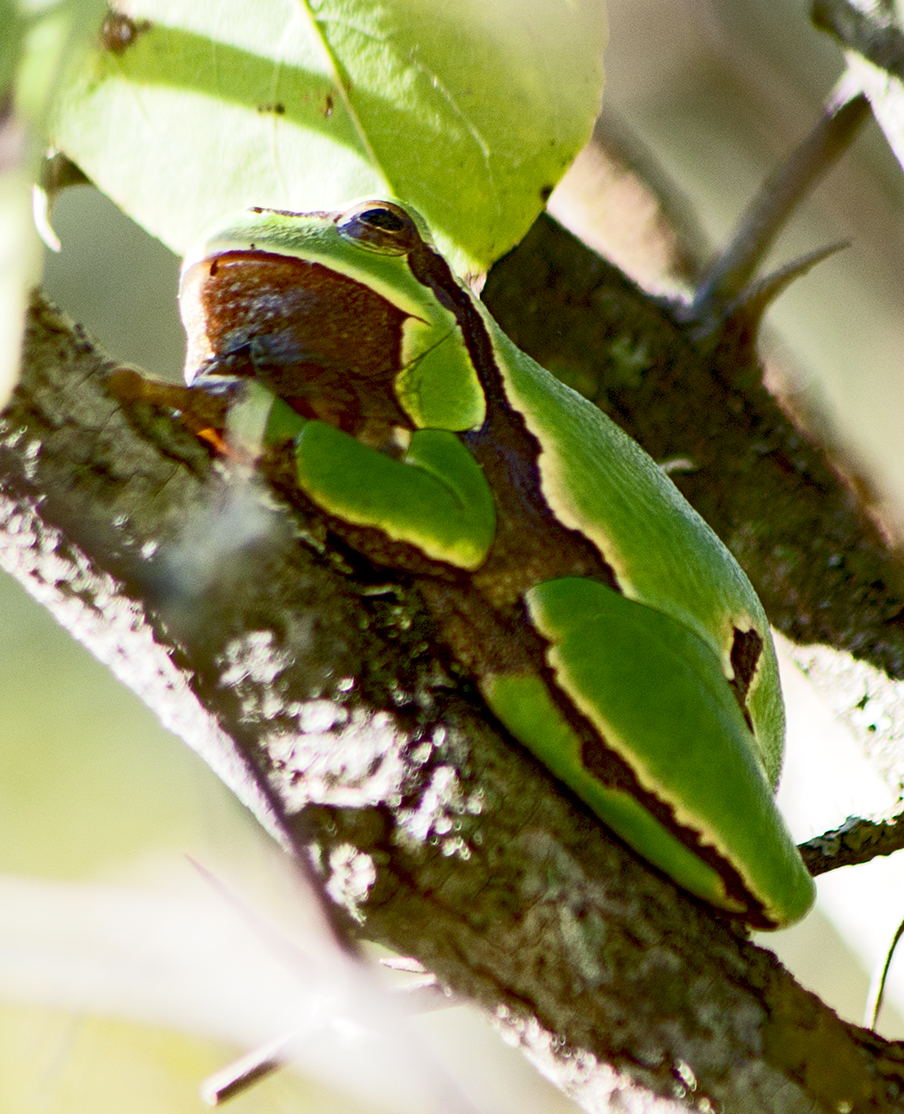

Im größten Teil des Areals nicht gefährdet. Die Populationen am Nordrand des Areals, z. B. in Belarus, liegen häufig isoliert und sind deshalb zumindest potenziell gefährdet.